# Saint-Éloy-d'Allier
Saint-Éloy-d'Allier is een gemeente in het Franse departement Allier (regio Auvergne-Rhône-Alpes) en telt 59 inwoners (2009). De plaats maakt deel uit van het arrondissement Montluçon.

## Geografie
De oppervlakte van Saint-Éloy-d'Allier bedraagt 12,6 km², de bevolkingsdichtheid is dus 4,7 inwoners per km².
De onderstaande kaart toont de ligging van Saint-Éloy-d'Allier met de belangrijkste infrastructuur en aangrenzende gemeenten.

## Demografie
Onderstaande figuur toont het verloop van het inwonertal (bron: INSEE-tellingen).
Vanwege een beveiligingsprobleem met de MediaWiki Graph-software is het momenteel niet mogelijk deze grafiek weer te geven. Zodra de software is bijgewerkt zal de grafiek vanzelf weer zichtbaar worden.